# Made (Big-Bang-Album)
Made (Eigenschreibweise: MADE, englisch für Gemacht) ist das dritte koreanische und das fünfte japanische Studioalbum der südkoreanischen Boyband Big Bang. Das Album erschien weltweit am 12. Dezember 2016 über das Label YG Entertainment.

## Entstehung

### Veröffentlichung und die Verschiebungen
Big Bangs Label YG Entertainment gab am 31. März 2015 bekannt, dass Big Bangs Comeback-Projekt im April 2015 starten wird. Am 1. Mai 2015 erschien die erste Ep M, am 1. Juni A, am 1. Juli D und schlussendlich am 5. August E.
Made sollte ursprünglich am 1. September erscheinen, wurde aber wegen der MADE World Tour und dem Wunsch der Bandmitglieder weitere Lieder für das Album zu produzieren auf Ende September verschoben. Im November 2016 wurde Made angekündigt, dass am 12. Dezember 2016 weltweit erschien.

### Covergestaltung
Auf dem Albumcover befinden sich fünf weiße Streifen auf einem grau-schwarzen Hintergrund. In der unteren Hälfte in der Mitte befindet sich ein weißes M. Die fünf weißen Streifen stehen für die Bandmitglieder.

### Präsentation
Rund eine Stunde bevor das Album erschien, hielt Big Bang einen Livestream auf der Naver V-App dem über 1,5 Millionen Menschen zuschauten. Die Gruppe erschien außerdem bei den Radioshows Radio Star, Infinite Challenge und Weekly Idol. Am Ende des Jahres traten sie bei SBS’ jährlichem Gayo Daejeon auf.

## Lieder und Produktion

### Singles
Auf der koreanischen Version des Albums befinden sich elf und auf der japanischen 14 Musikstücke. Zusätzlich zu den vier EP, erschienen zur Albumveröffentlichung zwei weitere Singles.

#### Fxxk It
Fxxt It (koreanisch 에라 모르겠다) ist ein Hip House Lied, welches von G-Dragon, T.O.P und Teddy geschrieben wurde. Es erschien im Dezember 2016 zeitgleich mit dem vollständigen Album.

#### Last Dance
Last Dance (englisch für Letzter Tanz) ist eine Ballade, welche von G-Dragon, T.O.P und Taeyang geschrieben wurde und erschien ebenfalls zeitgleich mit dem Album.

### Produktion und Inhalt
Stilistisch gesehen wird das Album in die Genres Dance-Pop, R&B, Trap, K-Pop und Hip-Hop eingeordnet. Das Album enthält keine musikalischen Gastauftritte. Ein Großteil des Albums wurde von G-Dragon, T.O.P und Teddy Park verfasst und produziert.
Das Album wird mit dem Lied Fxxk It, einem Hip-Hop Lied mit tropischen Elementen, eingeleitet. Es behandelt das Interesse an einer Frau in einer Disco. Darauf folgt Last Dance, ein melancholisches Lied, das Big Bangs Liebe zu ihren Fans veranschaulichen soll. Girlfriend beschreibt das Gefühl, eine weibliche Partnerin zu haben.
Die neun weiteren Musikstücke erschienen bereits 2015 in den einzelnen EPs. Let’s Not Fall In Love ist eine von zwei Balladen auf dem Album und ein ruhiger, emotionaler und sanfter Song, der eine egozentrische und defensive Liebe bzw. die Unsicherheiten von Jugendliebe beschreiben soll. Mit Loser erschien im Mai 2015 Big Bangs erste Single seit 2012. Das Lied ist ein langsames emotionales Hip-Hop-/R&B-Lied, in dem Big Bang ihre Unsicherheiten, die Gefühle und die Depressionen eines selbsternannten Versagers beschreiben. Die sexuellen Anspielungen in Bae Bae basieren auf Werken des irischen Künstlers Francis Bacon.
In Bang Bang Bang probiert Big Bang, das Herz einer Frau zu erobern. Die Thematik in Sober ist eine starke Alkoholsucht. Sober wurde bereits 2013 während der Mnet Asian Music Awards als Prelude zu G-Dragons Lied Crooked präsentiert. If You ist mit Girlfriend das einzige Lied zu dem kein Musikvideo gedreht wurde. Es ist das erste Lied, in dem alle Mitglieder der Gruppe singen. Es behandelt den Schmerz einer Trennung.
Zutter ist die erste Veröffentlichung des Hip-Hop Duos GD&T.O.P seit 2010. Das Album endet mit dem Stück We Like 2 Party, in dem die Bandmitglieder über ihre Freundschaft singen bzw. rappen. Die japanische Version des Albums beinhaltet die koreanischen Lieder und drei für das Album auf Japanisch aufgenommene Lieder.

## Tournee

### Welttournee
Die Made World Tour begann am 25. April 2015, rund eine Woche vor Big Bangs Comeback in Seoul, und fand zuerst nur in Asien statt. Im Mai kündigte Big Bang sechs Konzerte für Nordamerika an, die im Oktober stattfanden. Darauf folgten drei Konzerte in Australien, davon zwei in Sydney und eins in Melbourne. Im März 2016 endete die Tour in Südkorea. Insgesamt trat Big Bang in 15 Ländern auf, spielte 66 Shows und brachte über 1,5 Millionen Menschen in die Konzerthallen, was die MADE World Tour zu der meistbesuchten Tournee einer südkoreanischen Band macht.

### Dokumentarfilm: Big Bang Made
Im Juni 2016 veröffentlichte Big Bang ihren Dokumentarfilm Big Bang Made. Die Doku begleitete Big Bang auf ihrer 340-tägigen MADE World Tour und zeigte Backstage-Szenen, Auftritte und Interviews. Der Film lockte in Korea über 30.000 Menschen in die Kinos und in Japan über 120.000 Menschen.

## Rezeption

### Rezension
- Jeff Benjamin beschrieb das Album als eine „Veranschaulichigung ihrer Karriere“.[31][32]
- Chester Chin von The Star nannte das Album „stark“ und das Made die K-Pop Fans „daran erinnern wird was für fantastische musikalische Genies ihnen in den nächsten Jahren entgehen werden“.[30]
- KKBox ernannte das Album zum besten K-Pop Album im Dezember 2016.[33]

## Kommerzieller Erfolg
Made ist Big Bangs erfolgreichstes Studioalbum. Das Album konnte sich binnen 24 Stunden über 1,1 Millionen Mal in der Volksrepublik China verkaufen. Bis zum August 2017 konnte das Album sich auf den drei großen chinesischen Musikplattformen QQ Music, Kugou, und Kuwo über 2,7 Millionen Mal verkaufen und ist eines der meistverkauften Alben in China. Das Album stieg auf die 172 der US-amerikanischen Billboard 200 ein, mit über 4.000 Verkäufen in der Veröffentlichungswoche. Außerdem erreichte es die eins der Heatseeker und World Album Charts. In Südkorea konnte Made sich bis zum Ende des Veröffentlichungsjahres 100.000 mal verkaufen und war das sechst meistverkaufte Album im Jahr 2016. Die koreanische Edition des Albums stieg auf die 23. der Oricon-Charts ein, mit über 2.500 verkäufen. Im Februar wurde das Album in Japan veröffentlicht und konnte sich über 75.000 mal innerhalb von 24 Stunden und über 100.000 mal in einer Woche verkaufen. Weltweit konnte Made sich bisher über 3,1 Millionen Mal verkaufen.

### Charts und Chartplatzierungen
| ChartsChartplatzierungen       | Höchstplatzierung | Wochen |
| ------------------------------ | ----------------- | ------ |
| Südkorea (KMCA)                | 1 (47 Wo.)        | 47     |
| Japan (Oricon)                 | 1 (20 Wo.)        | 20     |
| Vereinigte Staaten (Billboard) | 172 (1 Wo.)       | 1      |

| ChartsJahrescharts (2016) | Platzierung |
| ------------------------- | ----------- |
| Südkorea (KMCA)           | 24          |

| ChartsJahrescharts (2017) | Platzierung |
| ------------------------- | ----------- |
| Südkorea (KMCA)           | 20          |

## Awards
Das Album Made wurde für drei Preise nominiert. Bei den Gaon Chart Music Awards und den RTHK International Pop Poll Award konnten sie den Preis für das beste Album gewinnen. Bei den Mnet Asian Music Awards 2015 verloren sie gegen Exo.
| Jahr | Auszeichnung                      | Kategorie                    | Resultat  |
| ---- | --------------------------------- | ---------------------------- | --------- |
| 2015 | Mnet Asian Music Awards           | Album des Jahres             | Nominiert |
| 2016 | Gaon Chart Music Awards           | Album des Jahres(4. Quartal) | Gewonnen  |
| 2017 | RTHK International Pop Poll Award | Das meistverkaufte Album     | Gewonnen  |